# 7a etapa del Tour de França de 2010
La 7a etapa del Tour de França de 2010 es disputà el dissabte 10 de juliol de 2010 sobre un recorregut de 165,5 km entre Tournus i la Station des Rousses. La victòria fou pel francès Sylvain Chavanel (Quick Step), que s'imposà en solitari tot aconseguint el mallot groc de líder de la classificació individual.

## Perfil de l'etapa
Primera etapa de muntanya de la present edició, amb sis ascensions puntuables per la serralada del Jura. Les tres primeres dificultats són de tercera i quarta categoria, però les tres darreres ja tenen una certa entitat en ser totes elles de segona categoria. La darrera d'elles es troba a tan sols 4 km de l'arribada.

## Desenvolupament de l'etapa
Una escapada es formà sols començar l'etapa: Christian Knees (Team Milram), Danilo Hondo (Lampre-Farnese Vini), Ruben Pérez (Euskaltel-Euskadi), Samuel Dumoulin (Cofidis) i el mallot de la muntanya Jérôme Pineau (Quick Step). La seva diferència respecte al grup dels favorits arribà a ser de 8' 30" al cim de la primera de les dificultats muntanyoses del dia, la Cota de l'Aubépin.
A la quarta cota, la de l'embassament de Vouglans, el mallot groc Fabian Cancellara (Team Saxo Bank) perdé contacte amb el grup principal, alhora que un grup de ciclistes sortia en persecució dels escapats: Damiano Cunego (Lampre-Farnese Vini), Thomas Voeckler, Cyril Gautier (Bbox Bouygues Telecom), Matthew Lloyd (Omega Pharma-Lotto) i Mathieu Perget (Caisse d'Epargne). A aquest grup s'hi afegí Sylvain Chavanel (Quick Step) durant un temps, abans no decidí atacar i marxar sol, en busca del seu company d'equip Jérôme Pineau, que s'havia quedat en solitari al capdavant en la darrera ascensió.
La majoria dels escapats van ser agafats pel grup dels favorits, que arribaren a meta amb 1' 47" sobre el vencedor d'etapa i nou mallot groc Sylvain Chavanel. El fins aleshores mallot groc Fabian Cancellara, el mallot blanc Geraint Thomas (Team Sky) i Andreas Kloden (Team RadioShack) van ser els principals perjudicats de l'etapa.

## Esprints intermedis
| 1r | Danilo Hondo (DEU)       | 6 pts |
| 2n | Samuel Dumoulin (FRA)    | 4 pts |
| 3r | Rubén Pérez Moreno (ESP) | 2 pts |

| 1r | Danilo Hondo (DEU)       | 6 pts |
| 2n | Christian Knees (DEU)    | 4 pts |
| 3r | Rubén Pérez Moreno (ESP) | 2 pts |

| 1r | Danilo Hondo (DEU)       | 6 pts |
| 2n | Christian Knees (DEU)    | 4 pts |
| 3r | Rubén Pérez Moreno (ESP) | 2 pts |

## Ports de muntanya
| 1r | Jérôme Pineau (FRA)      | 4 pts |
| 2n | Christian Knees (DEU)    | 3 pts |
| 3r | Rubén Pérez Moreno (ESP) | 2 pts |
| 4t | Samuel Dumoulin (FRA)    | 1 pts |

| 1r | Jérôme Pineau (FRA)      | 4 pts |
| 2n | Rubén Pérez Moreno (ESP) | 3 pts |
| 3r | Samuel Dumoulin (FRA)    | 2 pts |
| 4t | Danilo Hondo (DEU)       | 1 pts |

| 1r | Jérôme Pineau (FRA)    | 10 pts |
| 2n | Danilo Hondo (DEU)     | 9 pts  |
| 3r | Sylvain Chavanel (FRA) | 8 pts  |
| 4t | Thomas Voeckler (FRA)  | 7 pts  |
| 5è | Mathieu Perget (FRA)   | 6 pts  |
| 6è | Damiano Cunego (ITA)   | 5 pts  |

| 1r | Jérôme Pineau (FRA)      | 3 pts |
| 2n | Rubén Pérez Moreno (ESP) | 2 pts |
| 3r | Samuel Dumoulin (FRA)    | 1 pts |

| 1r | Jérôme Pineau (FRA)      | 10 pts |
| 2n | Rubén Pérez Moreno (ESP) | 9 pts  |
| 3r | Christian Knees (DEU)    | 8 pts  |
| 4t | Samuel Dumoulin (FRA)    | 7 pts  |
| 5è | Danilo Hondo (DEU)       | 6 pts  |
| 6è | Anthony Charteau (FRA)   | 5 pts  |

| 1r | Sylvain Chavanel (FRA)        | 20 pts |
| 2n | Rafael Valls (ESP)            | 18 pts |
| 3r | Juan Manuel Gárate (ESP)      | 16 pts |
| 4t | Thomas Voeckler (FRA)         | 14 pts |
| 5è | Daniel Moreno Fernández (ESP) | 12 pts |
| 6è | Mathieu Perget (FRA)          | 10 pts |

## Classificació de l'etapa
|    | Ciclista                      | Equip                 | Temps      |
| -- | ----------------------------- | --------------------- | ---------- |
| 1  | Sylvain Chavanel (FRA)        | Quick Step            | 4h 22' 52" |
| 2  | Rafael Valls (ESP)            | Footon-Servetto       | + 57"      |
| 3  | Juan Manuel Gárate (ESP)      | Rabobank ProTeam      | + 1' 27"   |
| 4  | Thomas Voeckler (FRA)         | BBox Bouygues Telecom | + 1' 40"   |
| 5  | Mathieu Perget (FRA)          | Caisse d'Epargne      | + 1' 40"   |
| 6  | Daniel Moreno Fernández (ESP) | Omega Pharma-Lotto    | + 1' 40"   |
| 7  | Pierrick Fédrigo (FRA)        | BBox Bouygues Telecom | + 1' 47"   |
| 8  | Ryder Hesjedal (CAN)          | Garmin-Transitions    | + 1' 47"   |
| 9  | Rubén Plaza (ESP)             | Caisse d'Epargne      | + 1' 47"   |
| 10 | Eros Capecchi (ITA)           | Footon-Servetto       | + 1' 47"   |

## Classificació general
|    | Ciclista                    | Equip                 | Temps       |
| -- | --------------------------- | --------------------- | ----------- |
| 1  | Sylvain Chavanel (FRA)      | Quick Step            | 33h 01' 23" |
| 2  | Cadel Evans (AUS)           | BMC Racing Team       | + 1' 25"    |
| 3  | Ryder Hesjedal (CAN)        | Garmin-Transitions    | + 1' 32"    |
| 4  | Andy Schleck (LUX)          | Team Saxo Bank        | + 1' 55"    |
| 5  | Aleksandr Vinokúrov (KAZ)   | Astana Qazaqstan Team | + 2' 17"    |
| 6  | Alberto Contador (ESP)      | Astana Qazaqstan Team | + 2' 26"    |
| 7  | Jurgen van den Broeck (BEL) | Omega Pharma-Lotto    | + 2' 28"    |
| 8  | Nicolas Roche (IRL)         | AG2R La Mondiale      | + 2' 28"    |
| 9  | Johan Vansummeren (BEL)     | Garmin-Transitions    | + 2' 33"    |
| 10 | Denís Ménxov (RUS)          | Rabobank ProTeam      | + 2' 35"    |

## Classificacions annexes
|    | Ciclista                  | Equip               | Total   |
| -- | ------------------------- | ------------------- | ------- |
| 1r | Thor Hushovd (NOR)        | Cervélo TestTeam    | 118 pts |
| 2n | Alessandro Petacchi (ITA) | Lampre-Farnese Vini | 114 pts |
| 3r | Robbie McEwen (AUS)       | Team Katusha        | 105 pts |

|    | Ciclista               | Equip            | Total  |
| -- | ---------------------- | ---------------- | ------ |
| 1r | Jérôme Pineau (FRA)    | Quick Step       | 44 pts |
| 2n | Sylvain Chavanel (FRA) | Quick Step       | 36 pts |
| 3r | Mathieu Perget (FRA)   | Caisse d'Epargne | 28 pts |

|    | Ciclista              | Equip           | Temps       | Temps |
| -- | --------------------- | --------------- | ----------- | ----- |
| 1r | Andy Schleck (LUX)    | Team Saxo Bank  | 33h 03' 18" |       |
| 2n | Roman Kreuziger (CZE) | Liquigas-Doimo  | + 1' 15"    |       |
| 3r | Rafael Valls (ESP)    | Footon-Servetto | + 1' 44"    |       |

|    | Equip                  | Temps       | Temps |
| -- | ---------------------- | ----------- | ----- |
| 1r | Team Astana (KAZ)      | 99h 12' 43" |       |
| 2n | Rabobank ProTeam (NED) | + 56"       |       |
| 3r | Caisse d'Epargne (ESP) | + 1' 24"    |       |

## Abandonaments
- Juan José Oroz (Euskaltel-Euskadi). No surt.
- Stijn Vandenbergh (Team Katusha). Fora de control.